# Атанас Шарков
Атанас (Начо, Нечо) Трифунов (Търпов) Шарков е български революционер, деец на Вътрешната македоно-одринска революционна организация.

## Биография
Атанас Шарков е роден в битолското село Иваневци на 14 май 1875 година. Обикаля дълги години Африка и Азия, след което се завръща в България и се присъединява към ВМОРО. Четник е при войводите Кръстьо Българията, Тане Николов, Ной Димитров и Александър Кошка и участва в много сражения във вътрешността на Македония. През Илинденско-Преображенското въстание действа в отряда на Пито Гули и участва в сражението при Журче и сражението на Мечкин камен. Заловен е през септември 1903 година, обвинен в „разбойничество“, осъден на доживотна каторга и заточен в Диарбекир. Амнистиран е с общата амнистия от 12 април 1904 година.
По случай 15-ата годишнина от Илинденско-Преображенското въстание, за заслуги към постигане на българския идеал в Македония през Първата световна война в 1918 година, Атанас Шарков е награден с орден „За военна заслуга“.